# Taikyoku shogi
 (mai 2022).
La mise en forme du texte ne suit pas les recommandations de Wikipédia : il faut le « wikifier ».
Les points d'amélioration suivants sont les cas les plus fréquents. Le détail des points à revoir est peut-être précisé sur la page de discussion.
- Les titres sont pré-formatés par le logiciel. Ils ne sont ni en capitales, ni en gras.
- Le texte ne doit pas être écrit en capitales (les noms de famille non plus), ni en gras, ni en italique, ni en « petit »…
- Le gras n'est utilisé que pour surligner le titre de l'article dans l'introduction, une seule fois.
- L'italique est rarement utilisé : mots en langue étrangère, titres d'œuvres, noms de bateaux, etc.
- Les citations ne sont pas en italique mais en corps de texte normal. Elles sont entourées par des guillemets français : « et ».
- Les listes à puces sont à éviter, des paragraphes rédigés étant largement préférés. Les tableaux sont à réserver à la présentation de données structurées (résultats, etc.).
- Les appels de note de bas de page (petits chiffres en exposant, introduits par l'outil «  Source ») sont à placer entre la fin de phrase et le point final[comme ça].
- Les liens internes (vers d'autres articles de Wikipédia) sont à choisir avec parcimonie. Créez des liens vers des articles approfondissant le sujet. Les termes génériques sans rapport avec le sujet sont à éviter, ainsi que les répétitions de liens vers un même terme.
- Les liens externes sont à placer uniquement dans une section « Liens externes », à la fin de l'article. Ces liens sont à choisir avec parcimonie suivant les règles définies. Si un lien sert de source à l'article, son insertion dans le texte est à faire par les notes de bas de page.
- La présentation des références doit suivre les conventions bibliographiques. Il est recommandé d'utiliser les modèles {{Ouvrage}}, {{Chapitre}}, {{Article}}, {{Lien web}} et/ou {{Bibliographie}}. Le mode d'édition visuel peut mettre en forme automatiquement les références.
- Insérer une infobox (cadre d'informations à droite) n'est pas obligatoire pour parachever la mise en page.

Pour une aide détaillée, merci de consulter Aide:Wikification.
Si vous pensez que ces points ont été résolus, vous pouvez retirer ce bandeau et améliorer la mise en forme d'un autre article.
 (décembre 2024).
Si vous disposez d'ouvrages ou d'articles de référence ou si vous connaissez des sites web de qualité traitant du thème abordé ici, merci de compléter l'article en donnant les références utiles à sa vérifiabilité et en les liant à la section « Notes et références ».

Le plateau de jeux 36x36 avec les pièces dans leur position de départ

Le Taikyoku shōgi (大局将棋, littéralement « échec ultime ») est la plus grande variante connue du shogi (échecs japonais). Le jeu aurait été créé aux alentours du XVIe siècle. C'est l'un des plus grands jeux de société au monde disposant de 402 pièces par joueur (soit un total de 804 pièces).

## Équipement de jeux
Deux joueurs communément appelés Noir et Blanc. Les termes traditionnels noir et blanc sont utilisés pour différencier les joueurs pendant les discussions du jeu.
Le jeu se compose d'un plateau quadrillé de 36 lignes par 36 colonnes pour un total de 1 296 cases. Chaque joueur possède 402 pièces comprenant 207 pièces uniques, pour un total de 253 mouvements à retenir,.
Comme au shogi standard, chaque pièce à son nom écrit en kanji sur sa face. Certaines pièces ont un autre nom sur leur face inverse, souvent dans une couleur différente (généralement le rouge). Cette face est utilisée pour indiquer que la pièce a été promue durant la partie. Toutes les pièces ont la même couleur, leur appartenance, à chaque joueur, étant indiquée par leur orientation.

## Règle du jeu
L'objectif du jeu est de capturer le Roi et le Prince adverse. Il n'y a pas de règle d'échec ou d'échec et mat.
Les joueurs réalisent un mouvement à tour de rôle, les Noirs jouent en premier.
Un mouvement consiste à déplacer une seule pièce sur le plateau et potentiellement promouvoir celle-ci voir de capturer une pièce adverse.
Contrairement au shogi standard, les pièces ne peuvent pas être parachuté après avoir été capturé.

### Promotion
Les 11 dernières lignes en face de chaque joueur constitue le camp adverse (c'est la zone de promotion). Lorsqu'une pièce s'y déplace, y entre ou en sort, elle peut être promue. La promotion n'est pas obligatoire.

### Rang
Chaque pièce du jeu a un rang défini comme suit :
1. Roi, Prince
2. Grand général
3. Vice général
4. Tour général, Évêque général, Dragon violent, Crocodile volant
5. Toutes les autres pièces

Ces rangs sont importants pour les "sauts de capture".

### Mouvement et capture
Une pièce est capturée par déplacement, si une pièce se déplace sur une case occupée par une pièce adverse, la pièce adverse est capturée et est enlevée du plateau. Une pièce ne peut pas se déplacer sur une case occupée par une pièce amie (autre pièce contrôlée par le même joueur). Tous les mouvements permettent une capture en finalité. Cependant, tout comme aux échecs occidentaux, une capture arrête le mouvement sur la case de la pièce capturée. Trois types de mouvement font exception à cette règle, les doubles pas, les captures sans déplacement, et les sauts de capture.
Chaque pièce du jeu se déplace sur les cases du plateau selon des jeux de mouvements spécifiques.
On distingue les types de mouvements suivant :
PasDéplacement d'une case à une case voisine
Double pasMouvement fait de deux pas successifs. Capturer au premier pas est possible et n'arrête pas le mouvement, cela n'empêche pas non plus une capture aux deuxième pas.
Capture sans déplacement (ou igui)Il s'agit de la capture d'une pièce situé sur une case voisine de celle qui capture, sans déplacement de cette dernière.
Déplacements limités en ligne droiteDéplacements d'une ou plusieurs cases, en ligne droite mais limité à un certain nombre de cases, pouvant aller de 2 à 7 cases.
Déplacement en ligne droiteDéplacements d'une ou plusieurs cases, en ligne droite, virtuellement sans limite.
Déplacement en crochetComme le déplacement en ligne droite sauf que la pièce peut, optionnellement, changer une fois de direction, passant à une direction à 90° de celle du début du mouvement.
Saut en ligne droiteComme le déplacement en ligne droite sauf que la pièce effectuant un tel mouvement peut sauter par dessus d'autres pièces
Saut de captureComme le saut en ligne droite à deux différence près : les pièces, aussi bien amies qu'ennemies, au dessus desquelles la pièce à sauté sont capturées et la pièce effectuant un tel mouvement ne peut pas sauter par dessus une pièce de rang égal ou supérieur. Ces rangs ne comptent que pour ce type de mouvements.
Saut en ligne droite limitéComme le saut en ligne droite mais le nombre de pièces par dessus lesquelles la pièce peut sauter lors d'un même mouvement est limité. Dans cette variante du Shogi, la limite est toujours de trois pièces.
Simple sautType de saut s'apparentant à celui du cavalier, contrairement aux trois précédents types de sauts, qui s'apparentent à celui de la sauterelle. Selon les pièces disposant de ce type de mouvement, il peut s'agir de sauts (0,2), (1,2), (2,2), (0,3), (3,3) ou (4,4).
Saut suivi d'un déplacement en ligne droiteSaut diagonal ((2,2), (3,3) ou (4,4)) ou orthogonal ((0,2) ou (0,3)) optionnellement suivi d'un déplacement en ligne droite dans la même direction.
Saut suivi d'un déplacement en ligne droite limitéComme le saut suivi d'un déplacement en ligne droite sauf que le déplacement en ligne droite est limité